# Agence de protection de l'environnement (Irlande)
Pour les articles homonymes, voir Agence de protection de l'environnement et EPA.

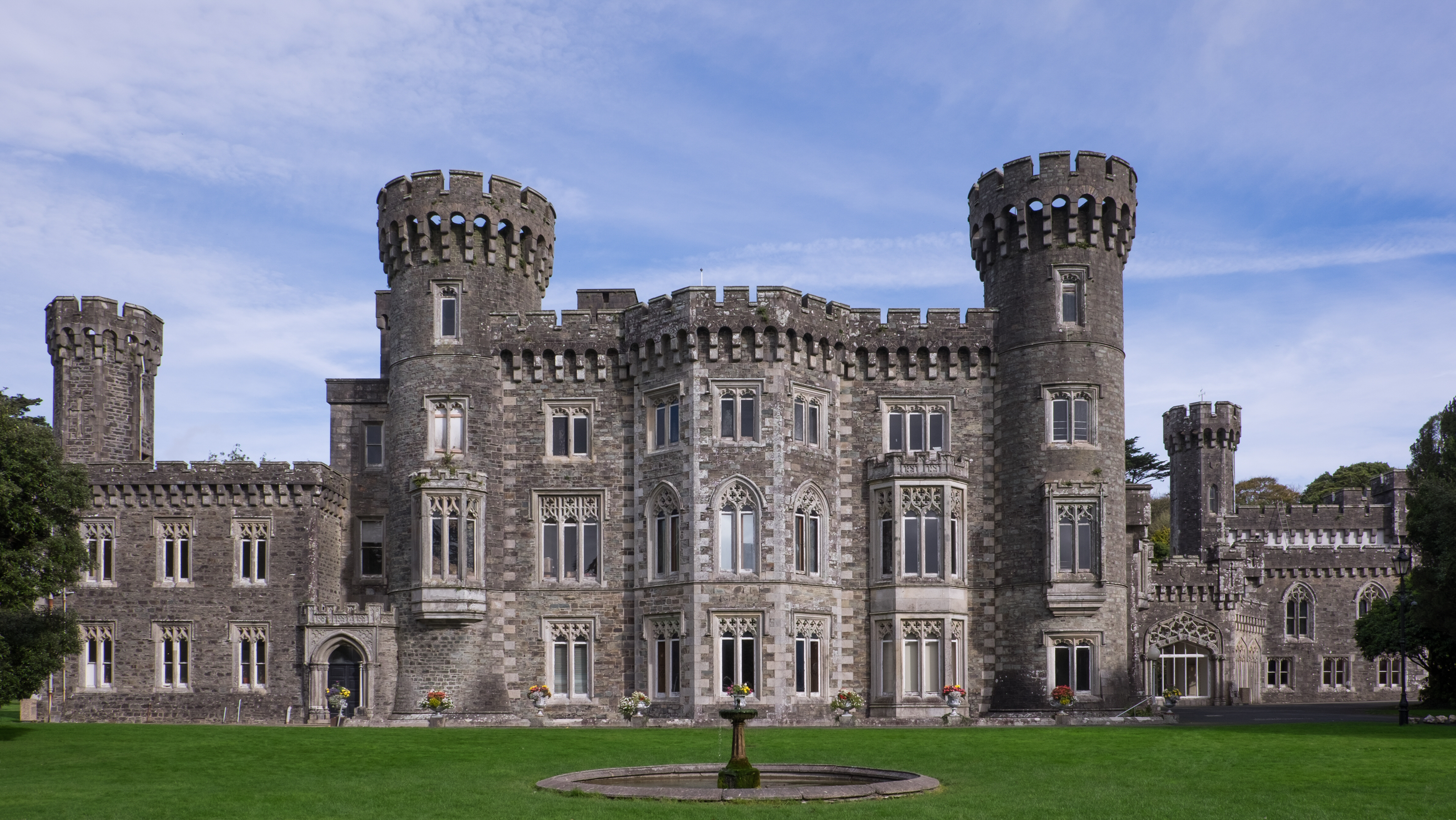

L’Agence de protection de l’environnement (en irlandais An Ghníomhaireacht um Chaomhnú Comhshaoil et en anglais Environmental Protection Agency ou EPA) a été créée en 1992 par l’Environmental Protection Agency Act. C’est une agence gouvernementale indépendante. Elle est gérée par un directeur général et quatre autres directeurs, formant une sorte de conseil exécutif.

## Conseil exécutif et organisation
Les membres actuels du conseil exécutif sont : 
- Mary Kelly (Directeur Général)
- Padraic Larkin
- Larry Stapleton
- Dara Lynott
- Laura Burke

l'activité de l'agence est répartie au sein de quatre services, chacun d'entre eux est sous le contrôle d'un directeur : 
- Le bureau du respect des lois environnementales (The Office of Environmental Enforcement).
- Le bureau du climat, des dispenses et des ressources (The Office of Climate, Licensing and Resource Use).
- Le bureau de vérification environnementale (The Office of Environmental Assessment).
- Le service de communication (The Office of Communications and Corporate Services).

## Comité consultatif
Ce conseil exécutif est assisté par un comité consultatif de douze membres, proposés par des organisations et confirmés par le ministre de l'Environnement irlandais.
Le directeur général de l'EPA est membre et président du comité consultatif. La durée du mandat du comité est de trois ans. Le comité consultatif fait des recommandations à l'EPA, ou au ministre, en rapport avec les attributions de l'EPA.
Le quatrième comité consultatif a été nommé par M. Dick Roche, ministre de l'Environnement irlandais, le 28 février 2006.
Président du conseil consultatif : 
- Mary Kelly (directeur général)

Membres du conseil consultatif	:
- John Buckley, représentant communautaire, Killarney
- Sean Byrne, Conseil du Comté de Wicklow
- Marion Byron, Pharmachemical Irlande (proposé par IBEC)
- Willie Callaghan, conseiller du Comté de Kildare (proposé par AMAI)
- Carmel Dawson, Président de An Grianan (proposé par l'ICA)
- John Dillon, ancien président de l'IFA
- Donal Harte, agriculteur (proposé par ICMSA)
- Jeanne Meldon, Planning Consultant (proposé par Failte Ireland)
- John Sweeney, NUI Maynooth (proposé par l'Académie royale d'Irlande)
- Irene Sweeney, Arklow
- Katherine Walshe, conseil du Comté de Cork (proposé par les IFI)

## Missions
- L'établissement d'autorisation environnementale.
- La mise en application du droit de l'environnement;
- La planification de projet écologique, l'éducation de la population et l'orientation de la politique environnementale irlandaise;
- Le suivi, l'analyse et l'établissement de rapports sur l'environnement ((en) Page de téléchargement des rapports);
- La régulation des émissions de gaz à effet de serre en Irlande;
- Le développement de la recherche environnementale;
- L'évaluation de l'efficacité de la stratégie environnementale;
- Gestion des déchets.

## Législation
- 1992 - Environmental Protection Agency Act, loi de création de l'agence de protection de l'environnement en Irlande;
- 1996 - Waste Management Act, loi sur la gestion des déchets ;
- 2003 - Protection of the Environment Act, loi sur la protection de l'environnement.